# 科珀維爾 (阿拉斯加州)
科珀維爾（英語：Copperville）是位於美國阿拉斯加州瓦爾迪茲-科爾多瓦人口普查區的一個非建制地區。該地的面積和人口皆未知。

## 地理
科珀維爾的座標為62°04′19″N 145°24′53″W / 62.07194°N 145.41472°W，而該地的平均海拔高度為370米（即1214英尺）。